# Max Reger
Johann Baptist Joseph Maximilian Reger (ur. 19 marca 1873 w Brand, zm. 11 maja 1916 w Lipsku) – niemiecki kompozytor, dyrygent, pianista i organista.

## Biografia
Pochodził z bawarskiej rodziny katolickiej. Jego rodzice, Joseph i Katharina, byli nauczycielami. Pierwsze lekcje muzyki pobierał u ojca – gra na skrzypcach, wiolonczeli, organach, i u matki – gra na fortepianie. W 1884 roku przeszedł pod opiekę Adalberta Lindnera, organisty, który polecił go Hugo Riemannowi. Reger w 1890 został uczniem Riemanna, by później stać się jego asystentem, następcą i wykładowcą w klasie fortepianu, organów i teorii muzyki w konserwatorium Sondershausen, a następnie w Wiesbaden. W tym czasie pisał pierwsze utwory, podpisał kontrakt z londyńskim wydawcą muzycznym George’em Augenerem, dawał koncerty, odbywały się także wykonania jego dzieł w Berlinie. Został dostrzeżony i doceniony przez Richarda Straussa i Ferruccio Busoniego.
Od 1896 roku pełnił służbę wojskową i przeszedł kryzys twórczy oraz zdrowotny, w wyniku którego został zwolniony ze służby w wojsku. Po powrocie do domu rodziców przystąpił do intensywnej pracy twórczej. W 1902 roku poślubił Elsę von Bagenski, w następnych latach dał szereg koncertów, m.in. w Berlinie, Lipsku, Wiedniu, Amsterdamie, Antwerpii, Bazylei, Pradze, i objął katedrę w Akademii Muzycznej w Monachium oraz Lipsku. Reger zdobył szerokie uznanie, nie brakowało jednak głosów krytycznych, szczególnie w odniesieniu do utworów, w których stosował nowoczesne eksperymenty w zakresie harmoniki. W latach 1908 i 1912 otrzymał doktoraty honoris causa uniwersytetów w Jenie i Berlinie.
W 1911 roku Reger objął prestiżową posadę dyrygenta, a następnie (1913) dyrektora muzycznego na dworze księcia Jerzego II w Meiningen, wcześniej zajmowaną m.in. przez Hansa von Bülowa i Richarda Straussa. W Dortmundzie odbył się pierwszy festiwal jego imienia, natomiast w Bad Pyrmont powstał festiwal Bacha – Regera pod kierownictwem artystycznym Fritza Buscha. Theodor von Gosen stworzył popiersie Regera. Reger dyrygował nawet na dworze ostatniego cesarza Niemiec Wilhelma II. W 1915 roku przeprowadził się na stałe do Jeny. Zmarł przedwcześnie w następnym roku na atak serca.
Paul Hindemith uważał, że "Reger był ostatnim gigantem w muzyce", Arnold Schönberg uważał go za geniusza, natomiast sam Reger zwykł był mawiać, że to "Bach jest końcem i początkiem wszelkiej muzyki".

## Twórczość
Przeszedł do historii jako wybitny polifonista doby późnego romantyzmu, prekursor wczesnego modernizmu oraz mistrz formy wariacyjnej i lirycznej miniatury instrumentalnej.
W dorobku Regera czołową pozycję zajmują dzieła organowe, a także kameralne i symfoniczne. Reger pisał utwory o przepełnionej fakturze, wzorując się na twórczości organowej J.S. Bacha. Uważany był nawet za największego po Bachu kompozytora muzyki organowej. Używał instrumentów na wzór rejestrów organowych, czyli według stopnia ich siły, co znajduje odwzorowanie w jego muzyce orkiestrowej. Pisał sonaty, fugi, fantazje, suity, preludia, wariacje, toccaty, kanony, passacaglie, przygrywki chorałowe.
Najważniejsze dzieła organowe:
- Suita e-moll, op. 16
- Fantazje chorałowe, op. 27, 30, 40/ 1-2/, 46, 52 /1-3/
- Fantazja i fuga na temat B-A-C-H, op. 46
- Fantazja i fuga symfoniczna d-moll, op. 57: „Inferno”
- Wariacje i fuga fis-moll na temat oryginalny, op. 73
- Introdukcja, passacaglia i fuga op. 127
- Fantazja i fuga d-moll, op. 135b

Najważniejsze dzieła fortepianowe:
- 111 kanonów, op. 13
- Wariacje i fuga na temat J.S. Bacha, op. 81
- Metamorfozy Berceuse F. Chopina, op. 82, 143
- Wariacje i fuga na temat L. v. Beethovena op. 86, na dwa fortepiany
- Introdukcja, passacaglia i fuga h-moll, op. 96
- Wariacje i fuga na temat G.Ph. Telemanna, op. 134
- Träume am Kamin, op. 143

Kameralna muzyka Regera przeznaczona jest głównie na instrumenty smyczkowe. Jako pierwszy kompozytor od czasów Bacha pisał sonaty solowe na skrzypce, a także na altówkę oraz wiolonczelę.
Wybrane dzieła kameralne:
- Sonaty, preludia i fugi na skrzypce solo, op. 42, 91, 117
- Kwartety smyczkowe (1-5: g-moll, A-dur, d-moll, Es-dur, fis-moll, op. 54 /1-2/, 74, 109, 121)
- Tria smyczkowe (1-2: a-moll, d-moll, op. 77b, 141b)
- Suity na wiolonczelę solo, op. 131c
- Suity na altówkę solo, op. 131d
- Kwartety fortepianowe (1-2: d-moll, a-moll, op. 113, 133)
- Sonaty na skrzypce i fortepian (1-2: e-moll, c-moll, op. 122, 139)
- Sonaty na wiolonczelę i fortepian (1-3: f-moll, g-moll, a-moll, op. 5, 28, 116)
- Sonaty na klarnet i fortepian (1-2: As-dur, fis-moll, op. 49 /1-2/)
- Kwintet klarnetowy A-dur, op. 146

Dzieła symfoniczne:
- Sinfonietta A-dur, op. 90
- Serenada G-dur, op. 95
- Wariacje i fuga na temat J.A. Hillera, op. 100
- Koncert skrzypcowy A-dur, op. 101
- Koncert fortepianowy f-moll, op. 114
- Konzert im alten Stil, op. 123
- Cztery poematy na temat obrazów Arnolda Böcklina, op. 128
- Wariacje i fuga na temat W.A. Mozarta, op. 132
- Vaterländische Ouvertüre, op. 140

Dzieła oratoryjne:
- Psalm 100, op. 106
- Römischer Triumphgesang, op. 126
- Requiem, op. 144b

Reger jest także twórcą wielu pieśni, w których nawiązuje do twórczości Brahmsa i Schumanna (w akompaniamencie), a później do Hugo Wolfa (uproszczenie faktury).
Do jego uczniów należał Fritz Heitmann.
Został pochowany na Cmentarzu Leśnym w Monachium.